# NK Inter-Zaprešić
Az Inter-Zaprešić első osztályú horvát labdarúgócsapat, székhelye Zaprešić városában található.
Az első Horvát Kupa győztese 2005-ben bajnoki ezüstérmet szerzett.

## Korábbi elnevezései
- 1929–1932: NK Sava
- 1932–1945: NK Jelačić
- 1945–1962: NK Zaprešić
- 1962–1991: NK Jugokeramika
- 1991–2003: NK Inker (Industrija Keramike)

2003 óta jelenlegi nevén szerepel.

## Története
A klubot 1929-ben NK Sava (a Száva folyó után) néven alapították, majd 1932-ben NK Jelačić-ra, a második világháborút követően pedig NK Zaprešić-re keresztelkedett. A helyi kerámiaüzem támogatottsága mellett  1962-ben vette fel az NK Jugokeramika csapatnevet, majd még ebben az évben labdarúgó-stadionja, az ŠRC Zaprešić is megnyitotta kapuit a szurkolók előtt.
A klub első jelentősebb sikereit az 1980-as évek közepén érte el, mikor Zorislav Srebrić vette át a csapat irányítását. Vezetőedzősége alatt csapata többször is a jugoszláv másodosztályért kiírt rájátszás döntőjének közelébe verekedte magát, azonban az átütő siker és a feljutás rendre elmaradt.
Horvátország 1991-es függetlenségét követően a csapat fő támogatója nevet váltott, a Jugokeramia elnevezést az Industrija keramike váltotta fel, így az első független horvát labdarúgó-bajnokság első osztályába sorolt zaprešići „kerámiások” már NK Inker néven vágtak neki az élvonalbeli pontvadászatnak. A bemutatkozás remekül sikerült, a klub mindmáig legsikeresebb évét zárta, melyen a bajnoki 4. hely mellé az első alkalommal kiírt horvát kupát is elhódította.
A kupagyőzelem KEK-szereplésre jogosította ugyan, mégsem indult, mivel az országban dúló függetlenségi háború arra sarkallta az Európai Labdarúgó-szövetség döntéshozóit, hogy ne engedélyezzék a horvát csapatok szereplését az európai kupákban. 
1994-ben újból a dobogó közeli 4. helyen végzett, majd a következő néhány évben teljesítménye rohamos ütemben romlott. 1997-ben kiesett az élvonalból, majd két idénnyel később kiesett a másodvonalból is, az 1992-es nemzeti kupa győztesének csillaga halványodni látszott. 
A harmadosztályban megkapaszkodó NK Inker 2001-ben visszajutott a másodosztályba, majd két szezonnal később megnyerte azt. A szárnyalást az élvonalban is folytatta, majd a Dinamo Zagreb ifjú titánjainak (Luka Modrić, Vedran Ćorluka) vezetésével egészen a bajnoki ezüstéremig menetelt. 
A Dinamo visszahívta kölcsönadott ifjú játékosait, így az időközben Inter-Zaprešić-re keresztelt klub vezéregyéniségei nélkül vágott neki az UEFA-kupa 2005–2006-os kiírásának. A korábbi BEK-győztes Szerbia és Montenegró-i Crvena zvezda már a 2. selejtezőkörben ízelítőt adott az európai középmezőny gyors és taktikás játékából, és 7–1-es összesítésben ejtette ki zaprešići ellenfelét.
A nemzetközi kupa kudarca a bajnokságba is követte a csapatot, és az egy évvel korábbi ezüstérmét másodosztályú bérletre cserélte. 
A távozás rövid volt, az Inter magabiztosan nyerte meg a másodosztályú pontvadászatot, és 2007-ben már újra a legjobbak között versengett.

## Sikerei
- Horvát bajnokság (Prva Liga)

Ezüstérmes: 1 alkalommal (2005)
- Horvát kupa (Hrvatski nogometni kup)

Győztes: 1 alkalommal (1992)
- Horvát szuperkupa (Hrvatski nogometni superkup)

Ezüstérmes: 1 alkalommal (1992)

## Eredményei

### Európaikupa-szereplés

#### Összesítve
| Kupa       | J | GY | D | V | LG–KG |
| ---------- | - | -- | - | - | ----- |
| UEFA-kupa  | 2 | 0  | 0 | 2 | 1–7   |
| Összesítve | 2 | 0  | 0 | 2 | 1–7   |

#### Szezonális bontásban
| Idény     | Kupa      | Forduló         | Klub          | 1. mérk. | 2. mérk. |
| --------- | --------- | --------------- | ------------- | -------- | -------- |
| 2005–2006 | UEFA-kupa | 2. selejtezőkör | Crvena zvezda | 1–3      | 0–4      |

Megjegyzés: Csak az Európai Labdarúgó-szövetség (UEFA) által szervezett európai kupák eredményeit tartalmazza. Az eredmények minden esetben az Inter-Zaprešić szemszögéből értendőek, a félkövéren jelölt mérkőzéseket pályaválasztóként játszotta.

## Játékosok

### A klub korábbi neves játékosai
- Vedran Ćorluka
- Eduardo da Silva
- Dejan Lovren
- Luka Modrić
- Zvonimir Soldo

## Külső hivatkozások
- Hivatalos honlap (horvátul)
- Adatlapja az uefa.com-on (angolul)
- Adatlapja a Nogometni magazin oldalán (horvátul)